# جون روش
جون روش (بالإنجليزية: John Roche)‏ هو ممثل أمريكي، ولد في 6 فبراير 1893 في الولايات المتحدة، وتوفي في 10 نوفمبر 1952 بلوس أنجلوس في الولايات المتحدة.

## وصلات خارجية
- جون روش على موقع IMDb (الإنجليزية)
- جون روش على موقع ألو سيني (الفرنسية)
- جون روش على موقع أول موفي (الإنجليزية)
- جون روش على موقع قاعدة بيانات برودواي على الإنترنت (الإنجليزية)
- جون روش على موقع قاعدة بيانات الأفلام السويدية (السويدية)
- جون روش على موقع قاعدة بيانات الفيلم (الإنجليزية)
- جون روش على موقع كينوبويسك (الروسية)